# Comuni della Danimarca

Comuni della Danimarca

I comuni della Danimarca (in danese: kommuner, sing. kommune) sono la suddivisione amministrativa di secondo livello del Paese, dopo le regioni, e ammontano a 98.

## Profili istituzionali
La costituzione della Danimarca attribuisce a ciascun comune competenze proprie, sottratte alla supervisione dello Stato centrale (art. 82). 
L'arcipelago delle Ertholmene non appartiene ad alcun comune ma è amministrato direttamente dal ministero della difesa.
Ciascun comune elegge un numero di consiglieri comunali che dipende dalla popolazione e dai singoli statuti; ad esempio il comune di Copenaghen elegge 55 consiglieri comunali, Århus e Aalborg 31 ciascuno e Odense e Frederiksberg 29 ciascuno.
Il 1º gennaio 2007 il numero di comuni è passato da 270 a 98; la riforma (in danese Strukturreformen) ha altresì disposto la soppressione delle 13 contee (amter, sing.: amt), sostituite da 5 regioni (regioner). Il numero totale dei consiglieri comunali si è inoltre ridotto dai 4.685 del 1997 ai 2.522, per passare poi a 2.468 (elezioni comunali del 2009), a 2.444 (2013), a 2.432 (2017), e a 2.436 (Frederiksberg 25->29) (2021); al contempo, i commissariati di polizia sono stati ridotti da 54 a 12 e i tribunali da 82 a 24, mentre le circoscrizioni elettorali sono state riorganizzate.
La legge di riforma, approvata dal parlamento il 24 giugno 2004, ha ottenuto il sostegno di Venstre, del Partito Popolare Conservatore, del Partito Popolare Danese, dei Socialdemocratici e della Sinistra Radicale.

## Cronologia
La progressiva riduzione del numero di comuni, già auspicata dal ministro dell'interno Søren Olesen nel 1958, ebbe inizio negli anni '60 mediante l'accorpamento, su base volontaria, dei singoli enti locali: il numero di comuni passò dai 1345 del 1965 ai 1098 del 1970. Una successiva riforma, approvata nel 1970 e divenuta operativa il 1º aprile 1974, portò il numero di comuni a 277 e, dopo l'accorpamento di Sengeløse Sogn con Høje-Taastrup e Store Magleby Sogn con Dragør, i comuni divennero 275.
Il 1º gennaio 2003 i 5 comuni sull'isola di Bornholm vennero fusi nel comune regionale di Bornholm, parte del processo di riduzione del numero di contee. Similmente il 1º gennaio 2006, i comuni di Marstal e Ærøskøbing si unirono a formare quello di Ærø, a coprire l'intera superficie dell'omonima isola. Al 31 dicembre 2006, prima dell'applicazione dell'ultima riforma, la Danimarca contava quindi 270 comuni.
| Nº abitanti     | Nº comuni                | Nº comuni      | Nº comuni           |
| Nº abitanti     | Prima del 1º aprile 1970 | 1º aprile 1974 | Dal 1º gennaio 2007 |
| --------------- | ------------------------ | -------------- | ------------------- |
| > 150 000       | 1                        | 4              | 4                   |
| 100 000–150 000 | 3                        | 1              | 2                   |
| 40 000–100 000  | 10                       | 18             | 50                  |
| 20 000–40 000   | 22                       | 25             | 35                  |
| 15 000-20 000   | 13                       | 24             | 0                   |
| 10 000-15 000   | 22                       | 41             | 3                   |
| 3 000-10 000    | 206                      | 160            | 3                   |
| < 3 000         | 821                      | 2              | 1                   |
| Totale          | 1.098                    | 275            | 98                  |

## Lista

Comuni dello Jutland Settentrionale

Comuni dello Jutland Centrale

Comuni della Danimarca Meridionale

Comuni della Selandia

Comuni dell'Hovedstaden

| Stemma | Comune            | Regione                | Popolazione (2012) | Superficie (km²) |
| ------ | ----------------- | ---------------------- | ------------------ | ---------------- |
|        | Aabenraa          | Danimarca Meridionale  | 59 600             | 940,7            |
|        | Aalborg           | Jutland Settentrionale | 201 142            | 1 137,2          |
|        | Aarhus            | Jutland Centrale       | 314 545            | 467,8            |
|        | Ærø               | Danimarca Meridionale  | 6 636              | 90,1             |
|        | Albertslund       | Hovedstaden            | 27 864             | 23,2             |
|        | Allerød           | Hovedstaden            | 24 043             | 67,5             |
|        | Assens            | Danimarca Meridionale  | 41 443             | 511,3            |
|        | Ballerup          | Hovedstaden            | 47 994             | 33,8             |
|        | Billund           | Danimarca Meridionale  | 26 220             | 540,3            |
|        | Bornholm          | Hovedstaden            | 41 303             | 588,1            |
|        | Brøndby           | Hovedstaden            | 34 084             | 21,0             |
|        | Brønderslev       | Jutland Settentrionale | 35 754             | 633,0            |
|        | Copenaghen        | Hovedstaden            | 549 050            | 74,7             |
|        | Dragør            | Hovedstaden            | 13 692             | 18,3             |
|        | Egedal            | Hovedstaden            | 41 821             | 125,8            |
|        | Esbjerg           | Danimarca Meridionale  | 115 112            | 794,7            |
|        | Faaborg-Midtfyn   | Danimarca Meridionale  | 51 635             | 633,7            |
|        | Fanø              | Danimarca Meridionale  | 3 251              | 54,6             |
|        | Favrskov          | Jutland Centrale       | 47 117             | 540,3            |
|        | Faxe              | Selandia               | 35 110             | 405,0            |
|        | Fredensborg       | Hovedstaden            | 39 565             | 112,1            |
|        | Fredericia        | Danimarca Meridionale  | 50 193             | 133,6            |
|        | Frederiksberg     | Hovedstaden            | 100 215            | 8,1              |
|        | Frederikshavn     | Jutland Settentrionale | 61 158             | 650,3            |
|        | Frederikssund     | Hovedstaden            | 44 345             | 247,0            |
|        | Furesø            | Hovedstaden            | 38 243             | 56,8             |
|        | Gentofte          | Hovedstaden            | 72 814             | 25,6             |
|        | Gladsaxe          | Hovedstaden            | 65 303             | 24,9             |
|        | Glostrup          | Hovedstaden            | 21 650             | 13,3             |
|        | Greve             | Selandia               | 47 942             | 60,4             |
|        | Gribskov          | Hovedstaden            | 40 603             | 279,5            |
|        | Guldborgsund      | Selandia               | 61 913             | 899,7            |
|        | Haderslev         | Danimarca Meridionale  | 56 188             | 815,9            |
|        | Halsnæs           | Hovedstaden            | 30 980             | 121,8            |
|        | Hedensted         | Jutland Centrale       | 46 029             | 551,3            |
|        | Helsingør         | Hovedstaden            | 61 493             | 118,9            |
|        | Herlev            | Hovedstaden            | 26 608             | 12,1             |
|        | Herning           | Jutland Centrale       | 86 348             | 1 321,4          |
|        | Hillerød          | Hovedstaden            | 48 203             | 214,9            |
|        | Hjørring          | Jutland Settentrionale | 66 178             | 926,2            |
|        | Høje-Taastrup     | Hovedstaden            | 48 081             | 78,4             |
|        | Holbæk            | Selandia               | 69 415             | 577,3            |
|        | Holstebro         | Jutland Centrale       | 57 153             | 793,0            |
|        | Horsens           | Jutland Centrale       | 83 598             | 519,8            |
|        | Hørsholm          | Hovedstaden            | 24 365             | 31,3             |
|        | Hvidovre          | Hovedstaden            | 50 600             | 23,0             |
|        | Ikast-Brande      | Jutland Centrale       | 40 658             | 733,4            |
|        | Ishøj             | Hovedstaden            | 21 087             | 26,4             |
|        | Jammerbugt        | Jutland Settentrionale | 38 611             | 863,9            |
|        | Kalundborg        | Selandia               | 48 632             | 575,2            |
|        | Kerteminde        | Danimarca Meridionale  | 23 793             | 205,8            |
|        | Køge              | Selandia               | 57 307             | 256,5            |
|        | Kolding           | Danimarca Meridionale  | 89 412             | 607,1            |
|        | Læsø              | Jutland Settentrionale | 1 897              | 118,9            |
|        | Langeland         | Danimarca Meridionale  | 13 094             | 288,8            |
|        | Lejre             | Selandia               | 26 887             | 238,9            |
|        | Lemvig            | Jutland Centrale       | 21 384             | 502,8            |
|        | Lolland           | Selandia               | 45 241             | 881,9            |
|        | Lyngby-Taarbæk    | Hovedstaden            | 53 251             | 38,8             |
|        | Mariagerfjord     | Jutland Settentrionale | 42 429             | 718,2            |
|        | Middelfart        | Danimarca Meridionale  | 37 612             | 298,8            |
|        | Morsø             | Jutland Settentrionale | 21 474             | 366,5            |
|        | Næstved           | Selandia               | 81 012             | 676,3            |
|        | Norddjurs         | Jutland Centrale       | 37 876             | 720,9            |
|        | Nordfyns          | Danimarca Meridionale  | 29 330             | 452,3            |
|        | Nyborg            | Danimarca Meridionale  | 31 486             | 276,7            |
|        | Odder             | Jutland Centrale       | 21 749             | 223,6            |
|        | Odense            | Danimarca Meridionale  | 191 610            | 305,7            |
|        | Odsherred         | Selandia               | 32 640             | 354,0            |
|        | Randers           | Jutland Centrale       | 95 756             | 747,6            |
|        | Rebild            | Jutland Settentrionale | 28 911             | 621,3            |
|        | Ringkøbing-Skjern | Jutland Centrale       | 57 892             | 1 469,6          |
|        | Ringsted          | Selandia               | 33 153             | 294,6            |
|        | Rødovre           | Hovedstaden            | 36 883             | 12,1             |
|        | Roskilde          | Selandia               | 83 137             | 211,9            |
|        | Rudersdal         | Hovedstaden            | 54 630             | 73,4             |
|        | Samsø             | Jutland Centrale       | 3 889              | 113,5            |
|        | Silkeborg         | Jutland Centrale       | 89 328             | 850,5            |
|        | Skanderborg       | Jutland Centrale       | 58 008             | 416,7            |
|        | Skive             | Jutland Centrale       | 47 620             | 683,3            |
|        | Slagelse          | Selandia               | 77 310             | 567,9            |
|        | Solrød            | Selandia               | 21 156             | 40,1             |
|        | Sønderborg        | Danimarca Meridionale  | 76 094             | 496,8            |
|        | Sorø              | Selandia               | 29 393             | 308,4            |
|        | Stevns            | Selandia               | 21 855             | 250,2            |
|        | Struer            | Jutland Centrale       | 22 098             | 246,2            |
|        | Svendborg         | Danimarca Meridionale  | 58 551             | 415,5            |
|        | Syddjurs          | Jutland Centrale       | 41 815             | 689,8            |
|        | Tårnby            | Hovedstaden            | 41 151             | 66,0             |
|        | Thisted           | Jutland Settentrionale | 44 908             | 1 068,6          |
|        | Tønder            | Danimarca Meridionale  | 39 083             | 1 281,8          |
|        | Vallensbæk        | Hovedstaden            | 14 565             | 9,5              |
|        | Varde             | Danimarca Meridionale  | 50 193             | 1 240,0          |
|        | Vejen             | Danimarca Meridionale  | 42 785             | 813,5            |
|        | Vejle             | Danimarca Meridionale  | 108 021            | 1 058,8          |
|        | Vesthimmerlands   | Jutland Settentrionale | 37 534             | 769,9            |
|        | Viborg            | Jutland Centrale       | 93 819             | 1 408,7          |
|        | Vordingborg       | Selandia               | 45 804             | 619,5            |